# Loeselia mexicana
Loeselia mexicana är en blågullsväxtart som först beskrevs av Jean-Baptiste de Lamarck, och fick sitt nu gällande namn av August Brand. Loeselia mexicana ingår i släktet Loeselia och familjen blågullsväxter. Inga underarter finns listade i Catalogue of Life.